# Xiphocentron cuyense
Xiphocentron cuyense är en nattsländeart som beskrevs av Oliver S. Flint Jr. 1983. Xiphocentron cuyense ingår i släktet Xiphocentron och familjen Xiphocentronidae. Inga underarter finns listade i Catalogue of Life.